# Brigitte Senut
Brigitte Senut, née le 27 janvier 1954 à Paris, est une paléoprimatologue et paléoanthropologue française. Professeur au Muséum national d'histoire naturelle, à Paris, elle est spécialiste de l'évolution des grands singes et de l'Homme.

## Formation
Naturaliste et géologue de formation, elle s'est orientée très tôt vers la paléontologie humaine et la paléoprimatologie.
Après une maîtrise de géologie à l'université Pierre-et-Marie-Curie à Paris en 1975, Brigitte Senut se spécialise dans la paléontologie des vertébrés et la paléontologie humaine, obtient dans ce domaine un DEA en 1976 et soutient sa thèse de doctorat en 1978. Elle s'est intéressée au lien fonction-phylogénie dans sa thèse intitulée Contribution à l'étude de l'humérus et de ses articulations chez les Hominidés du Plio-Pléistocène.

## Carrière
Brigitte Senut obtient en 1987 son habilitation à diriger des recherches (HDR) au Muséum national d'histoire naturelle, sous la supervision d'Yves Coppens, avec une thèse intitulée Le coude des primates hominoïdes : aspects morphologique, fonctionnel, taxonomique et évolutif .
Brigitte Senut est professeur au Muséum national d'histoire naturelle, à Paris, département Histoire de la Terre.
Elle est professeur invité à l'université de Kyoto, au Japon, pendant deux mois en 1999.

## Fouilles
Depuis 1986, Brigitte Senut dirige des expéditions de terrain en Afrique (Ouganda, Kenya, Namibie, Afrique du Sud, Angola et Botswana).
Elle a fait équipe avec le chercheur britannique Martin Pickford, devenu son compagnon de vie, avec lequel elle a fait plusieurs découvertes majeures. Elle a participé à de nombreuses découvertes de grand singes fossiles en Afrique : Otavipithèque de Namibie (12 à 13 Ma), Ugandapithèque et Kogolepithèque en Ouganda (20 Ma), le plus ancien grand singe trouvé en Afrique du Sud (18 Ma), en 2011 un crâne exceptionnellement bien conservé de Proconsul major.
Brigitte Senut, Martin Pickford et leur équipe ont notamment mis au jour en 2000 au Kenya 12 fragments fossiles d'une nouvelle espèce d'Hominina, qu'ils ont dénommée en 2001 Orrorin tugenensis. Les fossiles ont été trouvés dans trois localités des collines Tugen (district de Baringo), dans la formation de Lukeino. Ils sont datés d'environ 5,9 millions d'années, et représentent ainsi le deuxième plus ancien Hominina connu à ce jour, après Sahelanthropus tchadensis.

## Distinctions

### Prix et médailles
Lauréate du « prix Nathalie-Demassieux » en 1988.
Brigitte Senut a reçu la médaille d'argent du CNRS en 2000 et le prix Irène-Joliot-Curie de la femme scientifique de l'année, le 16 octobre 2008.
En 2019, elle a reçu le prix scientifique Cino Del Duca de la Fondation Simone et Cino Del Duca, doté de 275 000 €, devenant la troisième femme à l'obtenir.

### Décoration
- Officière de la Légion d'honneur (3 juillet 2024). Brigitte Senut est promue officière de la Légion d'honneur.

## Publications

### Ouvrages
- Yves Coppens, Brigitte Senut, Origines de la bipédie chez les hominidés, CNRS éditions, septembre 1998
- Herbert Thomas, Brigitte Senut, Les primates, ancêtres de l'homme, Éditions Artcom, 1999
- Michel Devillers, Brigitte Senut, Et le singe se mit debout... Aventures africaines d'une paléontologue, Albin Michel, octobre 2008
- Brigitte Senut, Les grands singes, Vuibert, février 2009
- Anna Alter, Brigitte Senut, Qui sont nos ancêtres ? : grand singe, homme, ce qu'on ne sait pas encore..., éditeur Le Pommier, juin 2015

### Divers
Brigitte Senut a rédigé de nombreuses notices pour l'encyclopédie Universalis.

## Filmographie
- [vidéo] La dame aux fossiles, film documentaires de Philippe Ayme - voir sur Viméo